# 李椿年
李椿年（1096年—1164年），字仲永，晚年自号逍遥公。江西饒州浮梁縣人。
绍聖三年（1096年）出生。早年以父升恩荫补迪功郎，政和八年進士。紹興二年（1132年），出任宣州甯國縣令，遷甯國軍節度推官。紹興四年（1134年）以代理監察御史宣諭江南東西路劉大中的奏薦，遷左奉議郎。五年三月，奉召入對，高宗問以民間利害，椿年奏州縣不治。是年四月，得通判洪州，再遷左朝奉。十二年九月，累官尚书左司员外郎。绍兴十二年冬十一月上书建议经界之奏，力陳經界不正十害，擔任兩浙路轉運副使，李椿年撰寫“經界法”二十四條，將“經界法”推向全國。为了推行经界法，李椿年在故鄉平江府（今江苏苏州）開始推行。周葵持反对态度，他责问李椿年：“公今欲均税耶，或增税也? ”李椿年答: “何敢增税? ”周葵曰：“苟不欲增，胡为言本州七十万斛?”紹興十四年冬，丁母憂回鄉。十七年春免喪復官。紹興十八年正月以權户部侍郎兼權直院，三月除户郡侍郎。绍興十九年十一月因臣僚奏劾經界擾民，免職。经界也没能彻底进行到底。紹興二十四年（1154年），秦桧死，爲宣州知州。经界彻底結束。朱熹一向敬重李的學問，經常去宣州拜訪求教。紹興二十五年（1155年）正月，任左中大夫兼知婺州（今金華），成立“平准務”。隆興二年（1164年），病逝，享年六十八歲。著有《易說》及《文集》，皆不存。